# Cabot (Arkansas)
Cabot è un centro abitato (city) degli Stati Uniti d'America, situato nella contea di Lonoke dello Stato dell'Arkansas. Nel 2009 la popolazione era di 23.825 abitanti.

## Geografia fisica
Secondo i rilevamenti dello United States Census Bureau, Cabot si estende su una superficie di 19,2 km².

## Storia
La città di Cabot nacque nel 1873 come un piccolo insediamento intorno a una stazione di rifornimento lungo la Cairo & Fulton Railroad. Alla fine degli anni 1870 fu edificata la First Baptist Church e nel 1903 venne fondata la Bank of Cabot.
Il 9 novembre 1891 Cabot divenne ufficialmente la 139º città dell'Arkansas.
Il 29 marzo 1976 la città fu devastata da un tornado, che uccise cinque persone e distrusse numerosi edifici.